# 全国重点马克思主义学院
全国重点马克思主义学院是中共中央宣传部和中華人民共和國教育部所推出的稱號，此稱號所頒發的對象是開設在中華人民共和國高等院校的馬克思主義學院。

## 歷史
2015年10月，中共中央宣传部、中華人民共和國教育部联合印发《普通高校思想政治理论课建设体系创新计划》，提出要重点建设一批马克思主义学院。

### 第一批
2016年1月，北京大学、清华大学、中国人民大学、南开大学、吉林大学、复旦大学、山东大学、武汉大学、兰州大学的马克思主义学院入選第一批全国重点马克思主义学院。

### 第二批
2017年3月，北京师范大学、大连理工大学、东北师范大学、华东师范大学、南京大学、浙江大学、福建师范大学、郑州大学、中山大学、四川大学、西安交通大学、新疆师范大学的马克思主义学院入选第二批全国重点马克思主义学院。

### 第三批
2019年8月，首都师范大学、天津师范大学、安徽师范大学、山东师范大学、湖南大学、华南师范大学、广西师范大学、贵州师范大学、河北师范大学、辽宁大学、哈尔滨师范大学、同济大学、南京师范大学、江西师范大学、华中师范大学以及西南大学的马克思主义学院入選第三批全国重点马克思主义学院。
2020年9月1日，中華人民共和國教育部在《求是》雜誌上刊文，指出從2020年秋季学期起，37所全国重点马克思主义学院所在的高等院校将全面开设“习近平新时代中国特色社会主义思想概论”课。

## 另見
- 三民主義研究所